# Stasimopus spinosus
Espèce
Synonymes
- Stasimopus schoenlandi spinosus  Hewitt, 1914

Stasimopus spinosus est une espèce d'araignées mygalomorphes de la famille des Stasimopidae.

## Distribution
Cette espèce est endémique du Cap-Oriental en Afrique du Sud,. Elle se rencontre vers Keiskammahoek, Middledrift et Victoria East.

## Description
La femelle holotype mesure 34 mm.

## Publication originale
- Hewitt, 1914 : Descriptions of new Arachnida from South Africa. Records of the Albany Museum, vol. 3, p. 1-37.